# Samurai Girl
Samurai Girl est une mini-série américaine en six épisodes de 45 minutes basée sur la collection Samurai Girl de la romancière Carrie Asai, et diffusée les 6 et 7 septembre 2008 sur ABC Family.
En France, la série a été diffusée à partir du 6 février 2010 sur Canal+ Family. Elle reste inédite dans les autres pays francophones.

## Distribution

### Principaux
- Jamie Chung (VF : Jessica Monceau) : Heaven Kogo
- Brendan Fehr (VF : Adrien Antoine) : Jake Stanton
- Kyle Labine (VF : Julien Lucas) : Otto
- Anthony Brandon Wong (en) (VF : Philippe Valmont) : Tasuke Kogo
- Steven Brand (VF : Tony Joudrier) : Severin
- Saige Thompson (VF : Ariane Aggiage) : Cheryl
- Kenneth Choi (VF : Thierry Kazazian) : Sato

### Récurrents
- Zen Shane Lim (VF : Fabien Jacquelin) : Teddy (épisodes 1 à 3)
- Kwesi Ameyaw (it) (VF : Olivier Chauvel) : Surgeon (épisodes 1 et 2)
- Jack J. Yang (en) : Ohiko Kogo (épisodes 1 et 2)
- Warren Christie (VF : Thomas Roditi) : Dr Thomas Fleming (épisodes 2 et 4)
- Stacy Keibler (VF : Laura Préjean) : Karen (épisodes 4 à 6)

 Source et légende : version française (VF) sur RS Doublage

## Production
Le pilote a été commandé en août 2007. En octobre 2007, Jamie Chung a décroché le rôle-titre, rejointe deux demaines plus tard par Brendan Fehr et Kenneth Choi, Saige Thompson, Anthony Brandon Wong, Kyle Labine et Steven Brand.
La série de six épisodes est finalement commandée le 14 février 2008, le tournage ayant repris au printemps à Vancouver, au Canada. En juin 2008, Stacy Keibler décroche un rôle récurrent.

## Épisodes
1. Book of the Sword: Part 1
2. Book of the Sword: Part 2
3. Book of the Heart: Part 1
4. Book of the Heart: Part 2
5. Book of the Shadow: Part 1
6. Book of the Shadow: Part 2